# تامی اگستون
تامی اگستون (انگلیسی: Tammy Ogston؛ زادهٔ ۲۶ ژوئیه ۱۹۷۰) داور فوتبال اهل استرالیا است.